# Erbelbergtunnel
Der Erbelbergtunnel ist ein 228 m langer Eisenbahntunnel der Schnellfahrstrecke Hannover–Würzburg. Der Tunnel unterquert die Waldfläche Erbelberg und trägt daher seinen Namen.

## Lage und Verlauf
Das Bauwerk liegt 16 km südlich von Kassel, zwischen der Mülmisch- und der Breitenbach-Talbrücke. Es liegt zwischen den Streckenkilometern 162,754 und 162,983.
Die Überdeckung beträgt 10 bis 15 m. Der Querschnitt ist als Gewölbe mit durchgehendem Sohlgewölbe ausgebildet.

## Geschichte
Im Bereich des heutigen Tunnels war in der Vorentwurfsplanung zunächst ein Einschnitt mit Brücken für einen kreuzenden Weg vorgesehen. Im Planfeststellungsverfahren wurde aus land- und forstwirtschaftlichen Gründen einer Tunnellösung der Vorzug gegeben, um den Flächenbedarf eines aufgrund einer notwendigen Böschungsneigung von 2:1 etwa 150 m breiten Einschnitts zu vermeiden. Damit wurde nicht zuletzt Forderungen der Forstwirtschaft Rechnung getragen, den Waldbestand im Bereich des Tunnels zu erhalten und spätere Wiederaufforstungen zu ermöglichen.
In der Planungs- und Bauphase war das Bauwerk Teil des Planungsabschnitts 13 der Neubaustrecke. 1984 war der Tunnel dabei mit einer Länge von 200 m geplant. Die kalkulierten Kosten lagen bei 7,0 Millionen DM.
Das Bauwerk wurde in offener Bauweise in einer Baugruben-Böschung von 1:2 errichtet.